# Sebastián de Almonacid

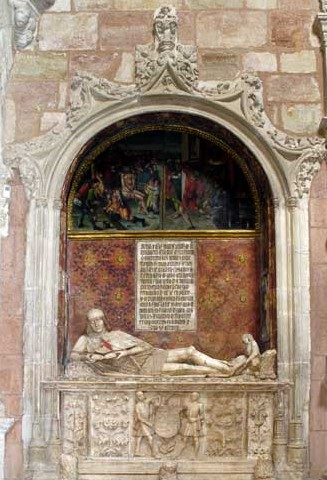
Sepolcro del Donzello (El Doncel) di Sigüenza, ad opera di Sebastián de Añmonacid, datato 1492.

Sebastián de Almonacid (Almonacid de Toledo, 1460 – 1526) è stato uno scultore spagnolo conosciuto anche come Sebastián de Toledo.

## Biografia
Sebastián de Almodacid è uno degli artisti che si associano al gruppo conosciuto come grupo Torrijos, una scuola artistica creata attorno alla figura dello scultore ispano-fiammingo Egas Cueman e alla famiglia Egas.
La maggior parte del suo lavoro si concentrò nella zona del centro della Spagna, più precisamente in Castiglia. Fu particolarmente prolifico nelle città di Guadalajara, Segovia e Toledo, pur potendosi trovare alcune sue opere anche nella città di Siviglia (tra il 1509 e il 1510).
Fra le sue opere più importanti si trovano molte sculture della Cappella maggiore della Cattedrale di Santa María de Toledo, ad esempio il grande retablo gotico di legno situato dietro l'altare della chiesa.